# 2010 في الفلبين
فيما يلي قوائم الأحداث التي وقعت خلال عام 2010 في الفلبين.

## سياسة

### تعيين في المنصب
- 30 يونيو – إيميلدا ماركوس عضو مجلس النواب في الفلبين.
- 30 يونيو – بنيغنو آكينو عضو مجلس الشيوخ الفلبيني، رئيس الفلبين، وزير الداخلية والحكومة المحلية [الإنجليزية]‏.
- 30 يونيو – غلوريا ماكاباغال أرويو عضو مجلس النواب في الفلبين.
- 30 يونيو – فرانكلين دريلون عضو مجلس الشيوخ الفلبيني.
- 30 يونيو – ماني باكياو عضو مجلس النواب في الفلبين.

### انتهاء فترة المنصب
- 30 يونيو – مارس روكساس عضو مجلس الشيوخ الفلبيني.
- 30 يونيو – بنيغنو آكينو عضو مجلس الشيوخ الفلبيني،وزير الداخلية والحكومة المحلية [الإنجليزية]‏.
- 30 يونيو – غلوريا ماكاباغال أرويو رئيس الفلبين.
- 30 يونيو – مارس روكساس عضو مجلس الشيوخ الفلبيني.
- 30 يونيو – نولي دي كاسترو نائب رئيس الفلبين [الإنجليزية]‏.

## رياضة
- 1 يناير – بطولة آسيان سوزوكي لكرة القدم 2010

## وفيات

### مايو
- 3 مايو – فلورنسيو كامبومانز (مواليد 1927)